# Domenico Distilo

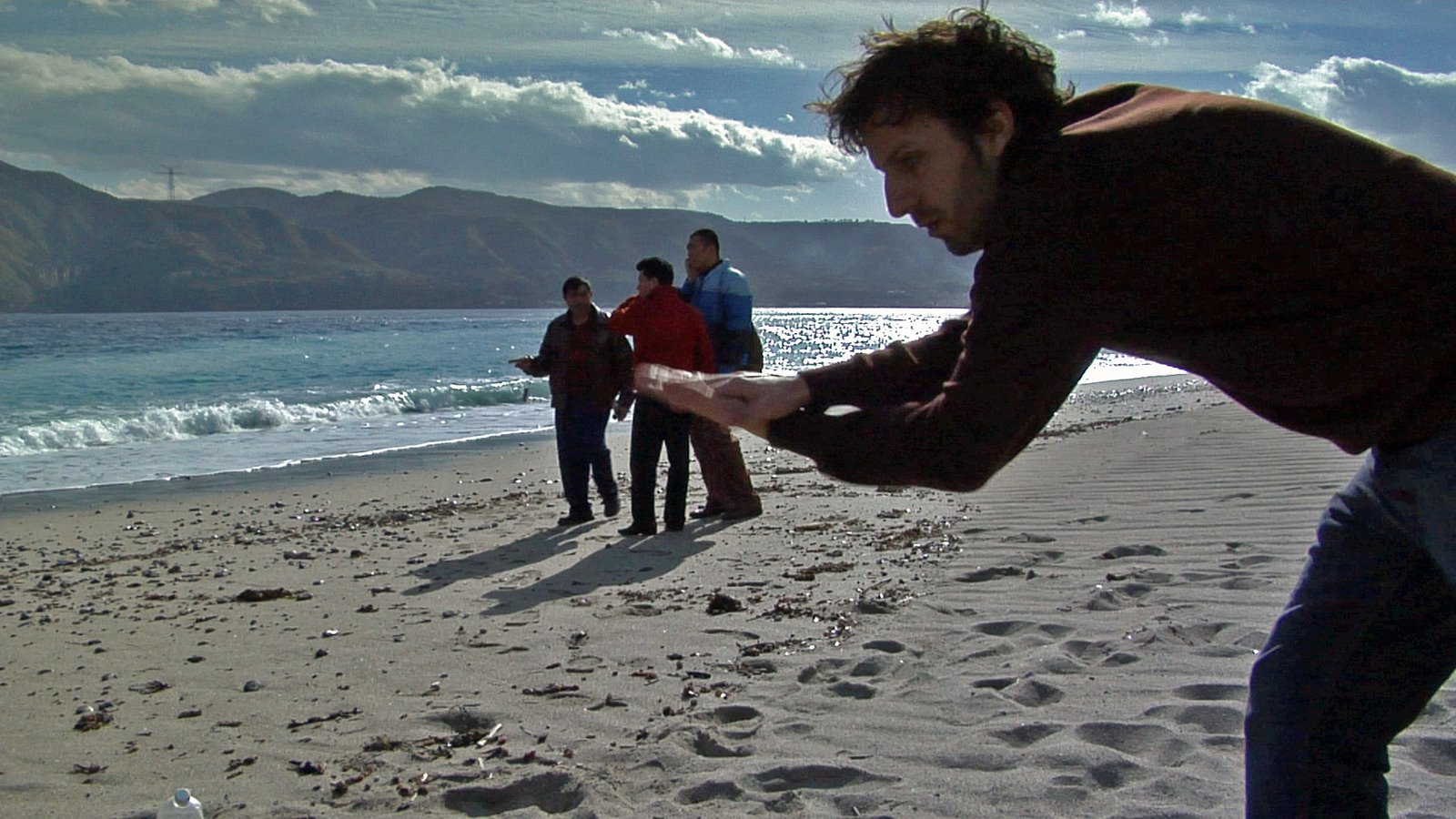
Domenico Distilo (2012)

Domenico Distilo (* 25. Dezember 1978 in Rom, Italien) ist ein italienischer Regisseur und Drehbuchautor.

## Leben und Werk
Distilo lebt und arbeitet seit 2009 zwischen Rom und Berlin. Er schloss sein Regiestudium am Centro Sperimentale di Cinematografia in Rom ab. Sein Abschlussfilm Inatteso/Unexpected wurde 2006 im Rahmen des Berlinale Forums uraufgeführt. Der Film gewann in der Kategorie „Bester Dokumentarfilm“ beim Alicante Film Festival (Spanien) und erhielt eine besondere Erwähnung von der Jury des Arcipelago Film Festival in Rom. 2008 gewann sein Drehbuch When Elephants Fight den renommierten italienischen „Premio Solinas“ als bestes Drehbuch. Zwischen 2013 und 2016 produzierte und führte er Regie bei vier Dokumentarfilmen Urban Extreme, Jerusalem, Imaginary Roma, Artists against, The secret landscape, The memory of things für den italienischen, öffentlich-rechtlichen Sender RAI 3.
2019 wurde sein letzter Dokumentarfilm Manga Do, Igort and the way of manga, produziert von „Moon Jar Film“ in Berlin, in deutschen und italienischen Kinos vertrieben.

## Filmographie

### Dokumentarfilme
- 2001: A day in Rome (Un giorno a Roma)
- 2005: Tiburtina tells (Tiburtina racconta)
- 2005: Dialogues for Refugees (Dialoghi di Profughi)
- 2005: Unexpected (Inatteso)
- 2008: CAM Selinunte
- 2010: The Calm and the Storm
- 2011: Urban Extremes – Jerusalem (Estremi urbani – Gerusalemme)
- 2011: Romany imaginary – Minority artists (Immaginario Rom – Artisti contro)
- 2012: Deep time (Margini di Sottosuolo)
- 2013: Igort, the secret landscape
- 2018: Manga Do, Igort and the way of the manga

### Kurzfilme
- 2000: Entrevias
- 2004: Bartleby, lo scrivano